# Agrotis achromatica
Agrotis achromatica là một loài bướm đêm trong họ Noctuidae.